# Paul Kraus (Skispringer)
Paul Kraus (* 28. Oktober 1917 in Jugel; † 15. Februar 1942 bei Taranki in der Nähe von Minsk, Sowjetunion) war ein deutscher Skispringer. Er war der erfolgreichste Skispringer Sachsens der 1930er Jahre.

## Werdegang
Der Olympiasieger Birger Ruud aus Norwegen soll das Talent von Paul Kraus entdeckt haben, den dieser in Johanngeorgenstadt kennenlernte, wo Ruud in den Jahren 1932/33 arbeitete und Kraus mit seinen Eltern in der Exulantenstraße wohnte. Bereits 1935 schlug er jedoch seinen Meister.
1936 gewann Kraus die Deutsche Meisterschaft der Jungmannen in Oberstdorf und erhielt dadurch einen Platz in der deutschen Olympiamannschaft. Bei den Olympischen Spielen 1936 belegte der damals gerade 18-Jährige den 18. Platz. Im August 1936 erhielt Paul Kraus eine Freikarte für die Olympischen Sommerspiele in Berlin, wo er am 15. August Adolf Hitler vorgestellt werden sollte. Er wurde in den Skiverband Sachsen aufgenommen und nahm 1937 an der Weltmeisterschaft in Chamonix teil, wo er im Springen den 6. Platz belegte. Auf dem Holmenkollen bei Oslo belegte er anschließend den 7. Platz und wurde damit bester deutscher Springer. Im Jahr 1938 stellte er auf der Hans-Heinz-Schanze in Johanngeorgenstadt mit 77 m einen neuen Schanzenrekord auf.
Bei der Weltmeisterschaft in Zakopane 1939 vertrat er Deutschland, wo er Achter wurde. Zum Abschluss der Saison empfing er die Vertreter der deutschen Nationalmannschaft in Johanngeorgenstadt. Dazu gehörten damals Hans Marr aus Oberhof, Franz Haslberger aus Reit im Winkl, Franz Aschenwald aus Österreich, Josef Bradl aus Salzburg, Paul Häckel aus Oberwiesenthal und Paul Schneidenbach aus Klingenthal. Außerhalb der Skisaison war Paul Kraus Soldat, später Unteroffizier beim Infanterieregiment 31 in Plauen. Im Vogtland gewann er mehrere Springen auf der Vogtlandschanze in Mühlleithen und auf der C.-A.-Seydel-Schanze am Aschberg. Beim Neujahrsspringen auf der Hans-Heinz-Schanze in Johanngeorgenstadt belegte er 1941 den 2. Platz, nach dem Sieger Gerhard Hänel und vor dem Drittplatzierten Herbert Queck.
Nach dem Ausfall der Olympischen Spiele 1940 nahm Kraus 1941 an der 1946 vom Internationalen Skiverband FIS annullierten Weltmeisterschaft in Cortina d’Ampezzo teil, bei der er den 10. Platz belegte. Bei der Skiflugwoche in Planica vom 26. Februar bis 2. März 1941 wurde er am Schlusstag mit 112 Metern Zweiter hinter Rudi Gering. Am 28. Dezember 1941 beteiligte er sich in Oberhof am Qualifikationsspringen für die Weltmeisterschaft 1942 in Garmisch-Partenkirchen, wo er den dritten Platz belegte. Am darauffolgenden Neujahrstag nahm er in Steinbach-Hallenberg am Neujahrsspringen teil, das der Oberhofer Hans Marr gewann. Es war das letzte Springen mit seiner Beteiligung. Zwei Tage später erfolgte die Auflösung der Nationalmannschaft. Paul Kraus wurde an die Ostfront geschickt und fiel bereits im folgenden Monat als Mitglied einer Skipatrouille in der Nähe von Minsk.

## Privates
Kraus war der Sohn des Klavierbautechnikers Karl Kraus aus Johanngeorgenstadt, wo er nach dem Schulbesuch eine Lehre als Handschuhmacher bei der Firma Oskar Langer begann.
Seine Tochter Monika Zahor nahm 1962 die Weihe der Erzgebirgsschanze in Johanngeorgenstadt vor.